# Drahthaus

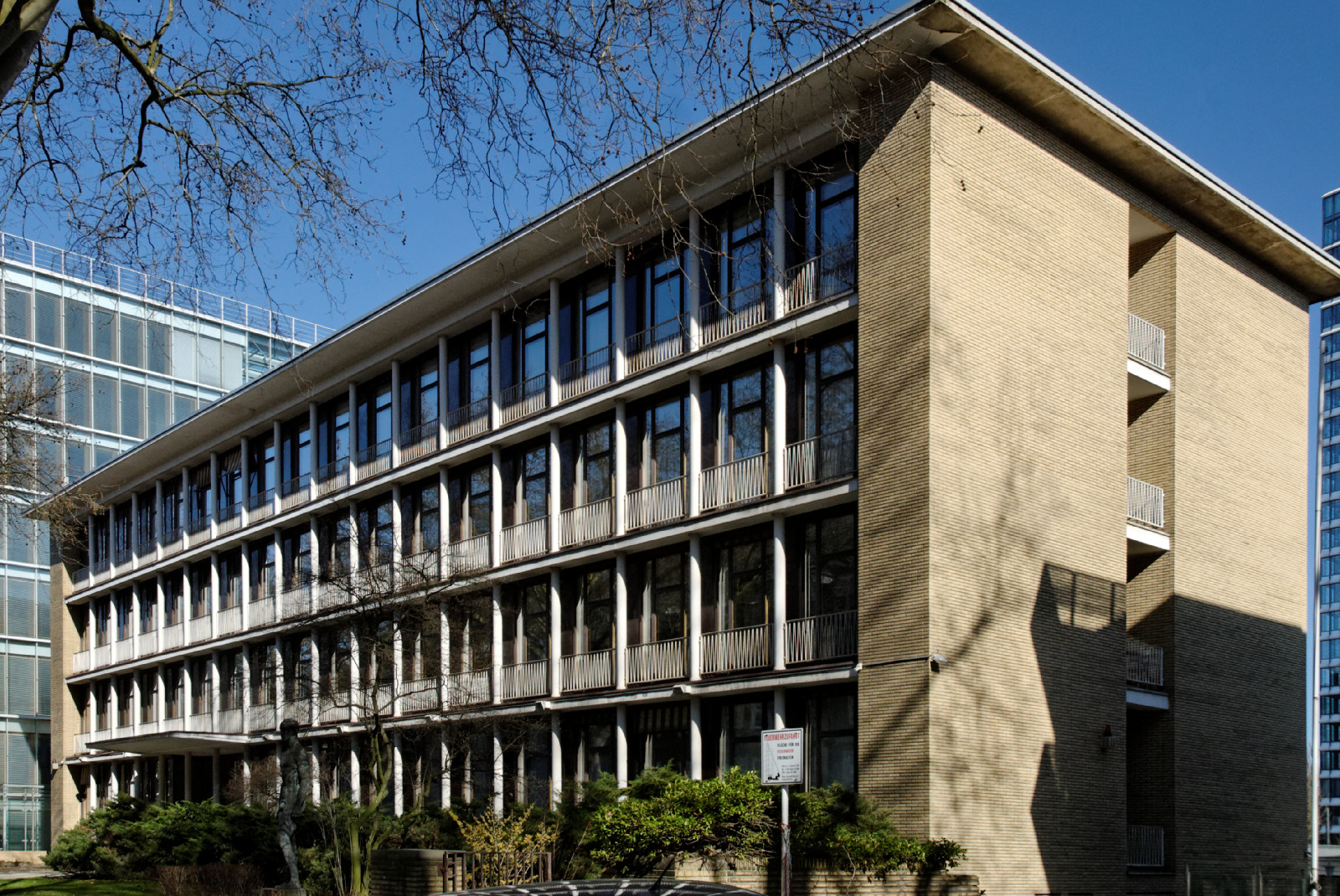
Das Drahthaus

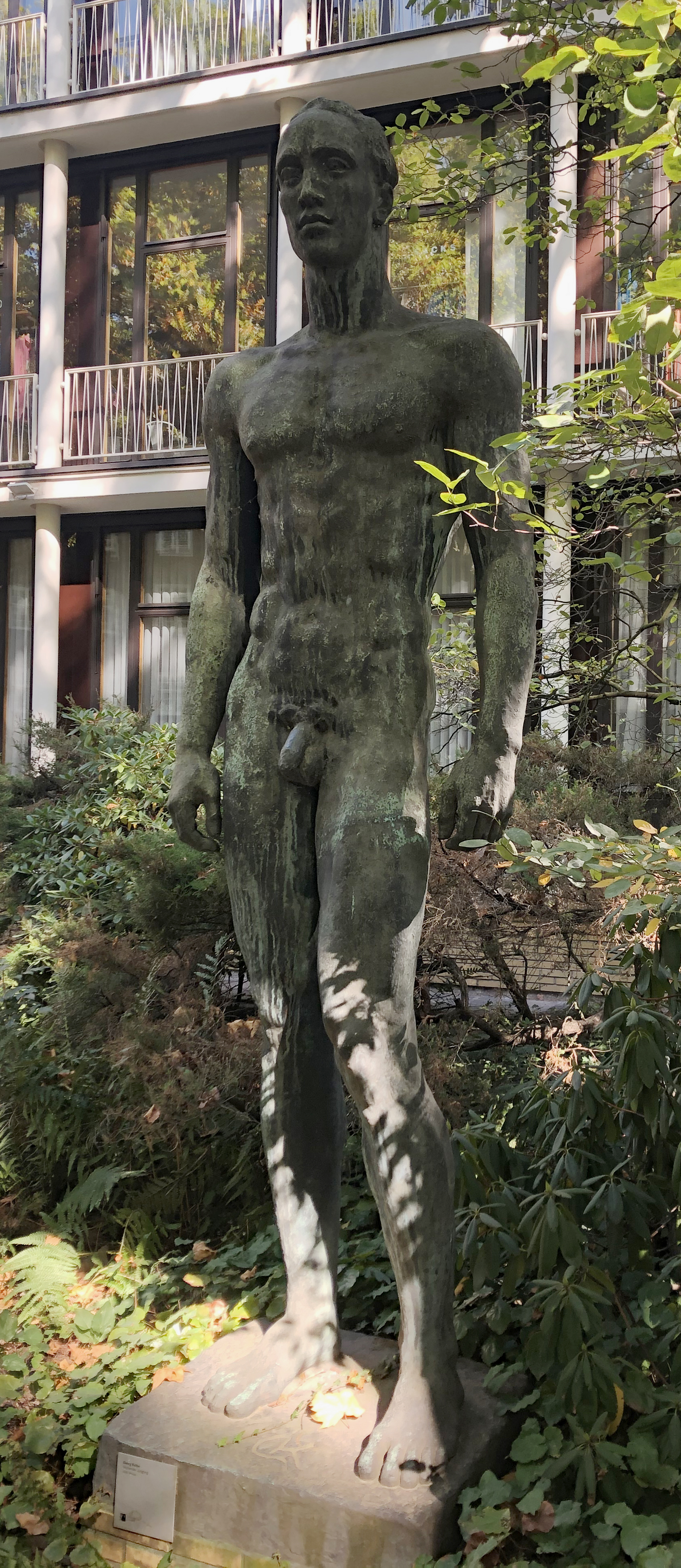
Stehender Jüngling

Das Drahthaus an der Kaiserswerther Straße 137 in Düsseldorf-Golzheim wurde von 1951 bis 1952 nach Plänen von Helmut Hentrich und Hans Heuser für den Fachverband der Drahtindustrie erbaut. Mitarbeiter war Hubert Petschnigg (HPP). Es ist ein vorbildhafter Nachkriegsbau, der mit seiner „aufgelösten filigranen Fassade richtungsweisend für die Architektur der 1950er Jahre in Deutschland“ war.

## Beschreibung
Die Außenfront ist in vier Geschosse aufgeteilt. Die Schaufassade ist in eine vordere Schicht und eine hintere Schicht aufgelöst. Die vordere Schicht besteht aus Stahlrohrstützen, die das Tragwerk des Stahlskelettbaus bilden. Die hintere Schicht ist aus der Front zurückversetzt und zeigt Glaswände mit Stahlverbundfenstern, die groß und dreibahnig sind und über die gesamte Geschosshöhe reichen. An den „frei vor den Glaswänden mit Stahlverbundfenstern“ stehenden Stahlrohrstützen wurden Stahlrahmen angebracht, die zickzackförmig mit Draht verspannt wurden und als Brüstungsgeländer dienen. Dieser Draht ist als ein Hinweis auf den Bauherrn, den Fachverband der Drahtindustrie, zu verstehen.
In der Grünanlage, rechts vor der Hauptfront des Drahthauses, steht die überlebensgroße Skulptur Stehender Jüngling des Bildhauers Georg Kolbe. Eine weitere Skulptur Kolbes, der Aufsteigende Jüngling, wurde wenige hundert Meter südlich im Ehrenhof aufgestellt.